# موسى بن أبي عائشة
موسى بن أبي عائشة الهمداني، أبو الحسن الكوفي، الهمداني أحد رواة الحديث وهو ثقة ربما يرسل، وهو من مولى آل جعدة بْن هبيرة، كان أحد العلماء العابدين، وأكثر روايته عن التابعين وكان ثبتا، قال جرير بن عبد الحميد: كُنْتُ إِذَا رَأَيْتُه، ذَكَرتُ اللهَ، وكان ابن عيينة يحسن الثناء عليه، قال عبد الله بن أحمد بن حنبل: حدثني أبي قال: حدثنا سفيان بن عيينة قال: قال عمرو بن قيس: ما رفعت رأسي قط إلا رأيته يصلي في سطحه -يعني: موسى بن أبي عائشة.

## روايته للحديث النبوي
- روى عن: حفص بن أبي حفص، وسعيد بن جبير، وسليمان بن صرد يقال: مرسل، وسليمان بن قتة البصري، وعبد الله بن أبي رزين الأسدي، وعبد الله بن شداد بن الهاد، عبيد الله بن عبد الله بن عتبة، وعمرو بن حريث يقال: مرسل، وعمرو بن شعيب، وغيلان بن جرير، ومجاهد، ومرة بن شراحيل الهمداني، ويحيى ابن الجزار، وأبي رزين الأسدي، وأم ظبيان.
- روى عنه: إسرائيل بن يونس، وجرير بن عبد الحميد، والحسن بن صالح بن حي، والحكم بن بشير بن سلمان، ورقبة بن مصقلة، وزائدة بن قدامة، وسفيان الثوري، وسفيان بن عيينة، وشريك بن عبد الله، وشعبة بن الحجاج، وعاصم الجحدري وعبيدة ابن حميد، وعمران بن يحيى، وقيس بن الربيع، ومالك بن مغول ومحمد بن شرحبيل الهمداني، وأبو الأحوص، وأبو إسحاق الفزاري، وأبو عوانة.[7] [8]

## أقوال العلماء فيه
أقوال علماء الجرح والتعديل فيه:
- قال أبو بكر البزار: «ثقة مشهور».
- قال أبو حاتم الرازي: «صالح الحديث، يكتب حديثه».
- قال أحمد بن حنبل: «ما رفعت رأسي قط إلا رأيته يصلي في سطحه».
- قال ابن حجر العسقلاني: «ثقة وكان يرسل».
- قال سفيان الثوري: «كان يحسن الثناء عليه».
- قال سفيان بن عيينة: «من الثقات».
- قال يحيى بن معين: «ثقة».
- قال يعقوب بن سفيان الفسوي: «ثقة».